# Мореска
Море́ска (итал. moresca, morescha, исп. morisca, фр. moresque, mauresque, хорв. moreška) — танец и песня эпохи Возрождения (преимущественно в Италии, реже в других европейских странах), гротескно представляющие «мавров» (итал. moro), под которыми в то время понимались негры и мусульмане. Другое значение термина «мореска» — разновидность восточного орнамента.

## Краткая характеристика

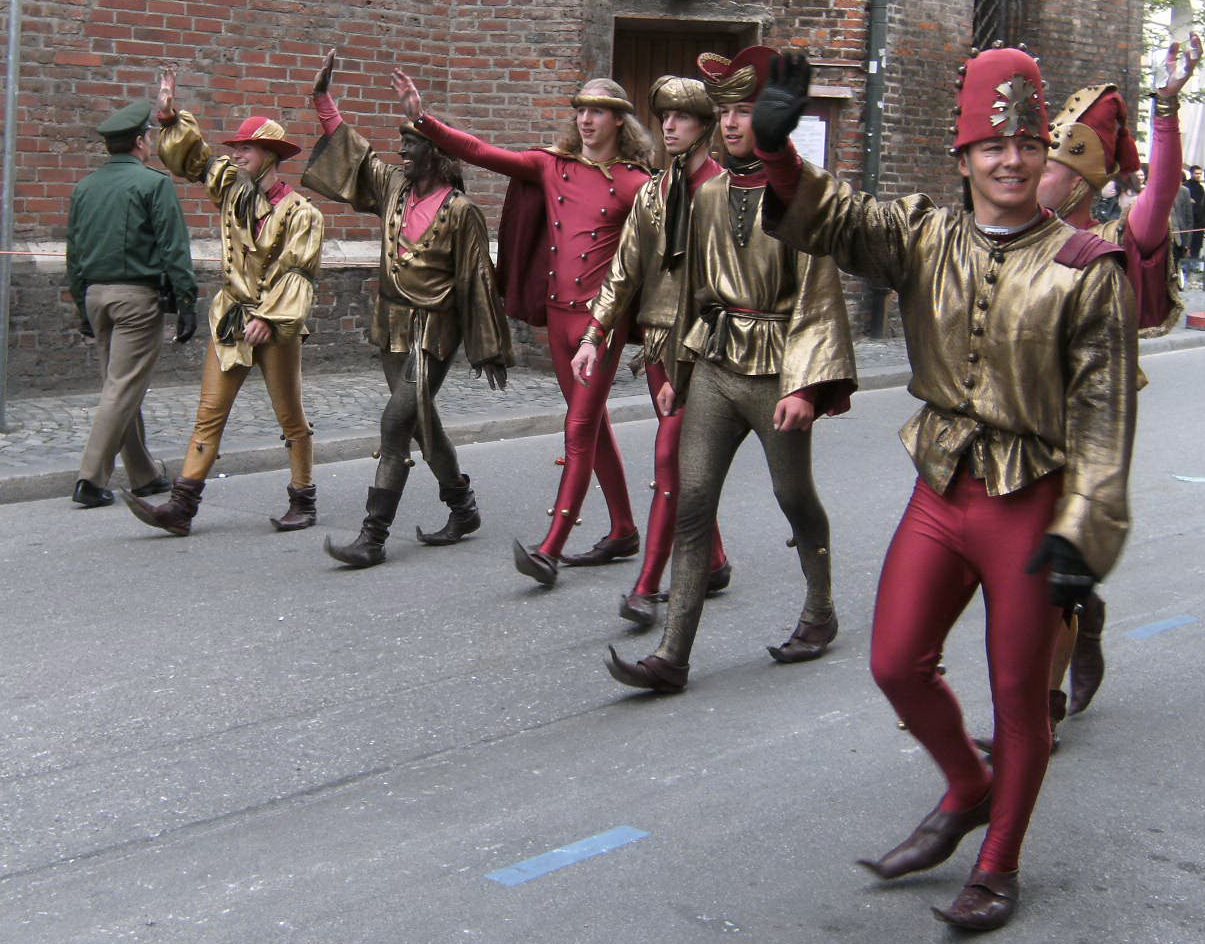
Танцоры морески на Октоберфесте в 2008 году в Мюнхене

Танец мореска входил в комедию дель арте, также был обязательным атрибутом шествий и карнавалов. Танцоры начерняли углём лицо, прикрепляли к одежде колокольчики, использовали старое тряпьё. В ходе самого танца совершали «дикие» ужимки, прыжки и пируэты. Традиционным сюжетом такого танца было представление сражения христианского воинства с мусульманами (в нижеупомянутой корчульской мореске двигателем сюжета является похищение принцессы Булы королём мавром и походом её возлюбленного, христианского короля на мавров с целью её освободить) с использованием муляжей мечей. Хореографическое описание морески содержится в трактате «Орхезография» (Orchésographie, 1589) Туано Арбо. Незамысловатые образцы танцевальных мелодий морески можно найти в «Терпсихоре» Михаэля Преториуса (1612) и в «Универсальной гармонии» Марена Мерсенна (1636).
Музыкальные морески (второй половины XVI века) представляют собой многоголосные песни преимущественного в гоморитмической фактуре, родственные вилланелле. Отношение морески-песни к мореске-танцу до конца не выяснено (возможно, они связаны только этимологически). В моресках-песнях нередки бессмысленные звукоподражательные фразы («ки ки ли ки», «дза, дза, цабарадза, тири тири, уа уа» и тому подобные), пародирующие «африканскую» речь иностранцев. Морески писали многие итальянские композиторы XVI века, в том числе такие известные личности как Андреа Габриели, Жьяш де Верт и особенно Орландо ди Лассо. Морески Лассо (наиболее известны Chi chi li chi, Oh Lucia, miau, miau и Lucia celu) — небольшие диалоги на неаполитанском диалекте с текстами анекдотического содержания, иногда включающими обсценную лексику.
В Италии в театрализованных мадригалах (мадригальных комедиях), «духовных ораториях» и ранних операх «мореской» назывались балетные интермедии и финалы, никак не связанные с мавританской темой. Таковы интермедии в «Представлении о Душе и Теле» Эмилио Кавальери, финальные номера в мадригальных комедиях А.Банкьери «Музыкальные метаморфозы» (1601) и «Il Studio Dilettevole» (1603), в опере «Орфей» Клаудио Монтеверди (1607). В опере Генделя «Ариодант» (1735; Акт II. Выход мавров) мореской назван экзотический танец, явный отклик на древнюю традицию. Мореска является частью балетной интермедии из придворных танцев в опере «Глориана» британского композитора Бенджамина Бриттена, созданной в 1953 г., а также в инструментальную сюиту из фрагментов оперы, которая, ввиду прохладного принятия публикой самой оперы оказалась более популярной.
В аутентичном виде мореска под названием «морешка» сохранилась на хорватском острове Корчула, и исполняется 29 июля, в день почитания святого Феодора; характерной особенностью является наличие имён у действующих лиц и дресс-код: противоборствующие стороны одеваются в соответственно чёрно-белые и красные одеяния. В Англии мореска, смешавшись с англосаксонскими ритуальными танцами, породила народный танец моррис (англ. morrris), также исполняющийся и в наши дни во время праздников и гуляний.

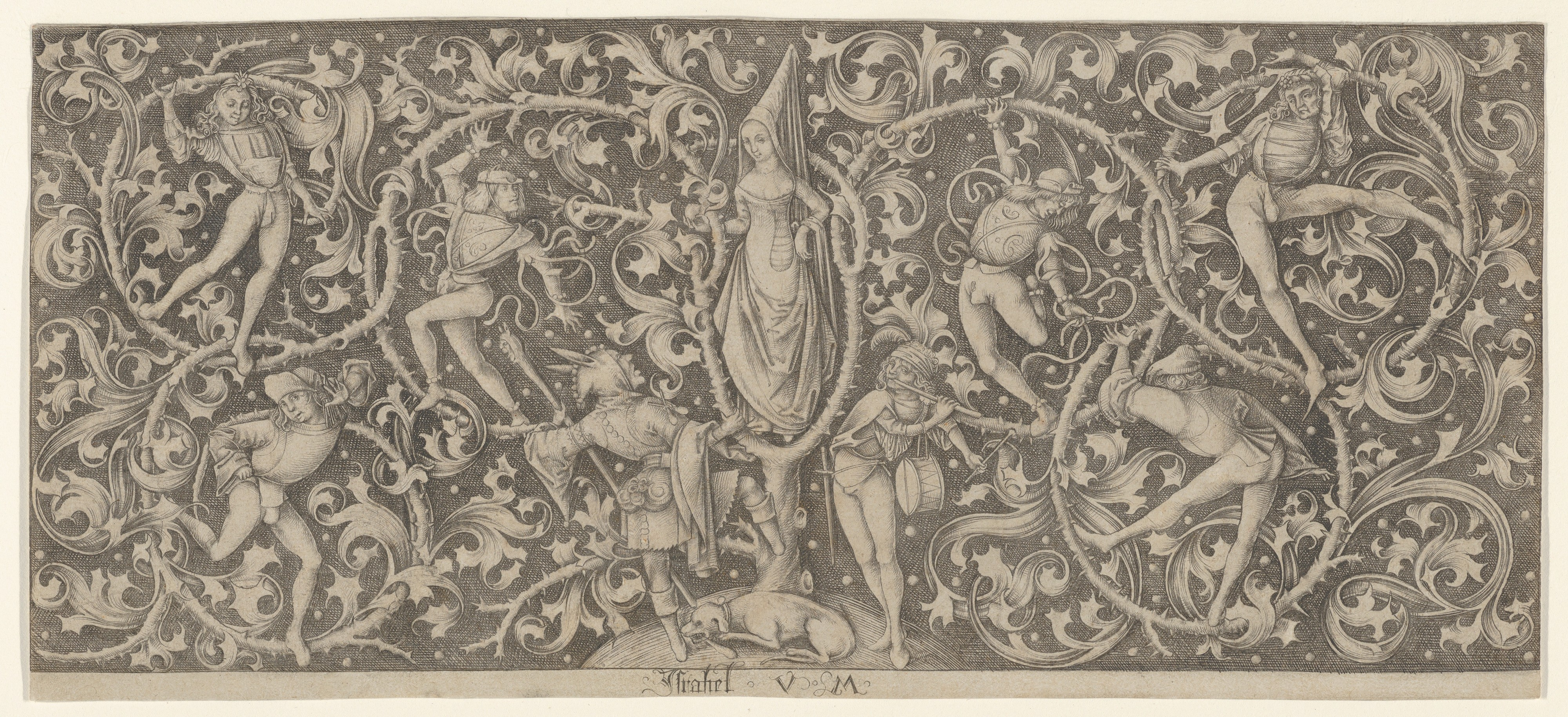
Исраэль ван Мекенем (ок. 1445—1503) — Орнамент с изображёнными танцорами морески. Метрополитен-музей